# Lijst van leden van de Kantonsraad van Zwitserland uit het kanton Wallis

Vlag van Wallis.

Dit artikel bevat een lijst van leden van de Kantonsraad van Zwitserland uit het kanton Wallis.
Wallis heeft zoals de meeste kantons twee vertegenwoordigers in de Kantonsraad.

## Lijst
| Naam                    | Partij/fractie            | Ambtsperiode                  | Geboren | Overleden |
| ----------------------- | ------------------------- | ----------------------------- | ------- | --------- |
| Henri Ducrey            | linkse radicalen          | 1848–1850                     | 1805    | 1864      |
| Hyacinthe Grillet       | linkse radicalen          | 1848–1850                     | 1808    | 1867      |
| Charles-Louis de Rivaz  | linkse radicalen          | 1850–1852                     | 1796    | 1878      |
| Joseph Rion             | gematigde liberalen       | 1850–1853 1855–1856 1871–1873 | 1804    | 1881      |
| Alphonse Morand         | linkse radicalen          | 1852–1854                     | 1809    | 1888      |
| Elie de Courten         | katholieke conservatieven | 1853–1855                     | 1783    | 1863      |
| Maurice-Eugène Filliez  | linkse radicalen          | 1854–1855                     | 1811    | 1856      |
| Maurice Claivaz         | linkse radicalen          | 1855–1856                     | 1798    | 1883      |
| Hippolyte Pignat        | linkse radicalen          | 1856–1857                     | 1813    | 1885      |
| Joseph Anton Clemenz    | katholieke conservatieven | 1856–1857 1861–1863 1865–1868 | 1810    | 1872      |
| Joseph-Antoine Amacker  | katholieke conservatieven | 1857–1859                     | 1794    | 1862      |
| Leo Luzian von Roten    | katholieke conservatieven | 1857–1859                     | 1824    | 1898      |
| Joseph Zermatten        | katholieke conservatieven | 1859–1861                     | 1806    | 1888      |
| Ignaz Zen Ruffinen      | katholieke conservatieven | 1859–1861 1876–1878           | 1809    | 1890      |
| Maurice Chappelet       | gematigde liberalen       | 1861–1863                     | 1827    | 1895      |
| Hans Anton von Roten    | katholieke conservatieven | 1863–1865                     | 1826    | 1895      |
| Maurice Evéquoz         | katholieke conservatieven | 1863–1865 1875–1880           | 1824    | 1889      |
| Joseph Chappex          | katholieke conservatieven | 1865–1868 1880–1888           | 1827    | 1911      |
| Camille de Werra        | katholieke conservatieven | 1868                          | 1814    | 1875      |
| Fidèle Joris            | katholieke conservatieven | 1868–1869                     | 1822    | 1886      |
| Peter Ludwig In Albon   | katholieke conservatieven | 1868–1871                     | 1823    | 1892      |
| Cyprien Barlatey        | katholieke conservatieven | 1869–1871                     | 1821    | 1891      |
| Felix Clausen           | katholieke conservatieven | 1871–1873 1878–1885           | 1834    | 1916      |
| Ferdinand de Montheys   | katholieke conservatieven | 1873–1875                     | 1824    | 1903      |
| Johann Baptist Graven   | katholieke conservatieven | 1873–1876                     | 1839    | 1907      |
| Gustav Loretan          | katholieke conservatieven | 1885–1895                     | 1848    | 1932      |
| Henri de Torrenté       | katholieke conservatieven | 1888–1898 1902–1903           | 1845    | 1922      |
| Ludwig von Kalbermatten | katholieke conservatieven | 1895–1896                     | 1856    | 1896      |
| Georges de Stockalper   | katholieke conservatieven | 1896–1898                     | 1860    | 1898      |
| Charles de Preux        | katholieke conservatieven | 1898–1901                     | 1858    | 1922      |
| Achille Chappaz         | katholieke conservatieven | 1898–1902                     | 1854    | 1902      |
| Jean-Marie de Chastonay | katholieke conservatieven | 1901–1906                     | 1845    | 1906      |
| Laurent Rey             | katholieke conservatieven | 1903–1906                     | 1866    | 1955      |
| Heinrich von Roten      | katholieke conservatieven | 1906–1916                     | 1856    | 1916      |
| Joseph Ribordy          | katholieke conservatieven | 1906–1923                     | 1857    | 1923      |
| Julius Zen Ruffinen     | KVP/PCP                   | 1917–1920                     | 1847    | 1926      |
| Raymund Loretan         | KVP/PCP                   | 1920–1928                     | 1885    | 1963      |
| Pierre Barman           | KVP/PCP                   | 1923–1943                     | 1880    | 1944      |
| Raymond Evéquoz         | KVP/PCP                   | 1928–1943                     | 1863    | 1945      |
| Viktor Petrig           | KVP/PCP                   | 1943–1947                     | 1887    | 1973      |
| Maurice Troillet        | KVP/PCP                   | 1943–1955                     | 1880    | 1961      |
| Alfred Clausen          | KVP/PCP                   | 1947–1955                     | 1877    | 1957      |
| Marius Lampert          | KVP/PCP                   | 1955–1975                     | 1902    | 1991      |
| Joseph Moulin           | KVP/PCP                   | 1956–1959                     | 1892    | 1966      |
| Leo Guntern             | CSP/PCS                   | 1959–1967                     | 1894    | 1981      |
| Hermann Bodenmann       | KVP/PCP                   | 1967–1975                     | 1921    | 1994      |
| Odilo Guntern           | CSP/PCS                   | 1975–1983                     | 1937    |           |
| Guy Genoud              | CVP/PDC                   | 1975–1987                     | 1930    | 1987      |
| Daniel Lauber           | CVP/PDC                   | 1983–1991                     | 1937    |           |
| Edouard Delalay         | CVP/PDC                   | 1987–1999                     | 1936    |           |
| Peter Bloetzer          | CSP/PCS                   | 1991–1999                     | 1933    | 2018      |
| Simon Epiney            | CVP/PDC                   | 1999–2007                     | 1950    |           |
| Rolf Escher             | CVP/PDC                   | 1999–2007                     | 1941    |           |
| René Imoberdorf         | CSP/PCS                   | 2007–2015                     | 1950    |           |
| Jean-René Fournier      | CVP/PDC                   | 2007–2019                     | 1957    |           |
| Beat Rieder             | CVP/PDC                   | 2015–                         | 1963    |           |
| Marianne Maret          | CVP/PDC                   | 2019–                         | 1958    |           |

Afkortingen
- CSP/PCS: Christelijk-Sociale Partij van Oberwallis
- CVP/PDC: Christendemocratische Volkspartij
- KVP/PCP: Katholieke Volkspartij van Zwitserland, voorloper van de CVP/PDC

Bondsraad
Lijst van leden van de Zwitserse Bondsraad · 
Lijst van bondspresidenten van Zwitserland
Nationale Raad
Aargau · 
Appenzell Ausserrhoden · 
Appenzell Innerrhoden · 
Basel-Landschaft · 
Basel-Stadt · 
Bern · 
Fribourg · 
Genève · 
Glarus · 
Graubünden · 
Jura

Luzern · 
Neuchâtel · 
Nidwalden · 
Obwalden · 
Sankt Gallen · 
Schaffhausen · 
Schwyz · 
Solothurn · 
Thurgau · 
Ticino · 
Uri · 
Vaud · 
Wallis · 
Zug · 
Zürich
1983-1987 · 
1987-1991 · 
1991-1995 · 
1995-1999 · 
1999-2003 · 
2003-2007 · 
2007-2011 · 
2011-2015 · 
2015-2019 · 
2019-2023 · 
2023-2027
Voorzitters
Kantonsraad
Aargau · 
Appenzell Ausserrhoden · 
Appenzell Innerrhoden · 
Basel-Landschaft · 
Basel-Stadt · 
Bern · 
Fribourg · 
Genève · 
Glarus · 
Graubünden · 
Jura

Luzern · 
Neuchâtel · 
Nidwalden · 
Obwalden · 
Sankt Gallen · 
Schaffhausen · 
Schwyz · 
Solothurn · 
Thurgau · 
Ticino · 
Uri · 
Vaud · 
Wallis · 
Zug · 
Zürich
1983-1987 · 
1987-1991 · 
1991-1995 · 
1995-1999 · 
1999-2003 · 
2003-2007 · 
2007-2011 · 
2011-2015 · 
2015-2019 · 
2019-2023 · 
2023-2027
Voorzitters